# ویرانه (فیلم ۱۹۸۸)
ویرانه (به هندی: Veerana) یا مکان متروکه (به انگلیسی: Deserted place) فیلمی هندی محصول سال ۱۹۸۸ و به کارگردانی برادران رمزی است. در این فیلم بازیگرانی همچون جاسمین، همانت بیرجی، کولبوشان کارباندا، ساتیش شاه، گلشن گروور، لیلا میشارا و وایشناوی ماهنات ایفای نقش کرده‌اند.